# 田中 (中国軍人)
田 中（でん ちゅう、1956年12月 - ）は、中国人民解放軍の軍人。出生地、籍貫地は、共に河北省黄驊市。2014年2月現在、海軍中将、中国人民解放軍海軍副司令員である。

## 略歴
1956年12月に河北省黄驊県に生まれる。海軍旅順保障基地司令員、北海艦隊参謀長、済南軍区副司令員兼北海艦隊司令員を歴任し、現在海軍副司令員。海軍中将。

## 来歴
- 1956年12月 河北省生まれ
- 1974年12月 中国人民解放軍軍入隊
- 2003年12月 海軍旅順保障基地司令員
- 2007年7月 北海艦隊参謀長
- 2007年12月 済南軍区副司令員兼北海艦隊司令員
- 2001年 海軍少将に昇進
- 2009年 海軍中将に昇進
- 2013年12月 海軍副司令員
- 中共第十八期中央委員